# マッシュグループ

マッシュグループ（英: MASH GROUP）は、東京都千代田区麹町を本拠地とし、ファッション・ビューティー・フード・デザイン・ライセンスなどの事業を展開する企業グループである。

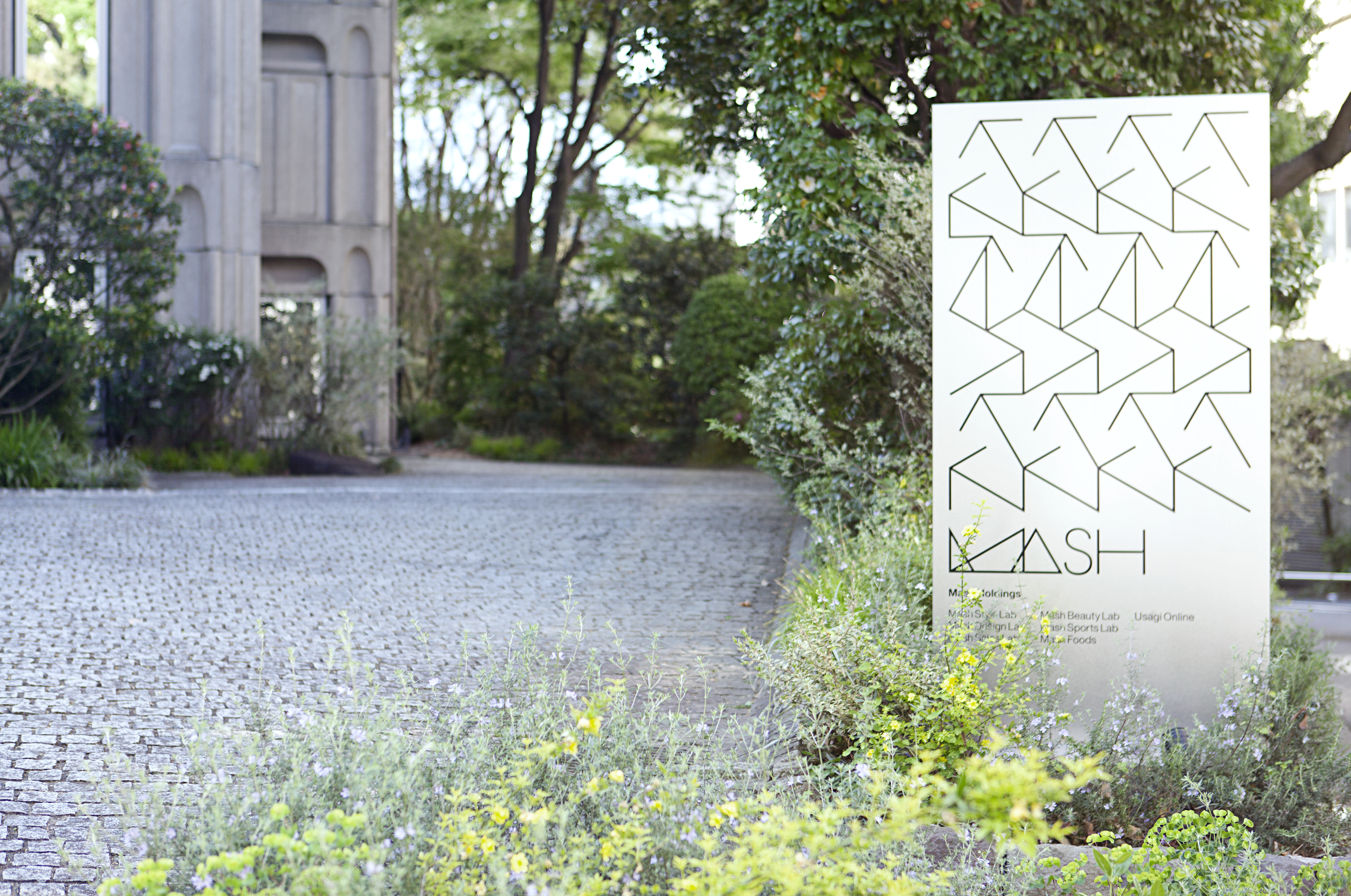
マッシュグループ本社 エントランス（千代田区麹町）

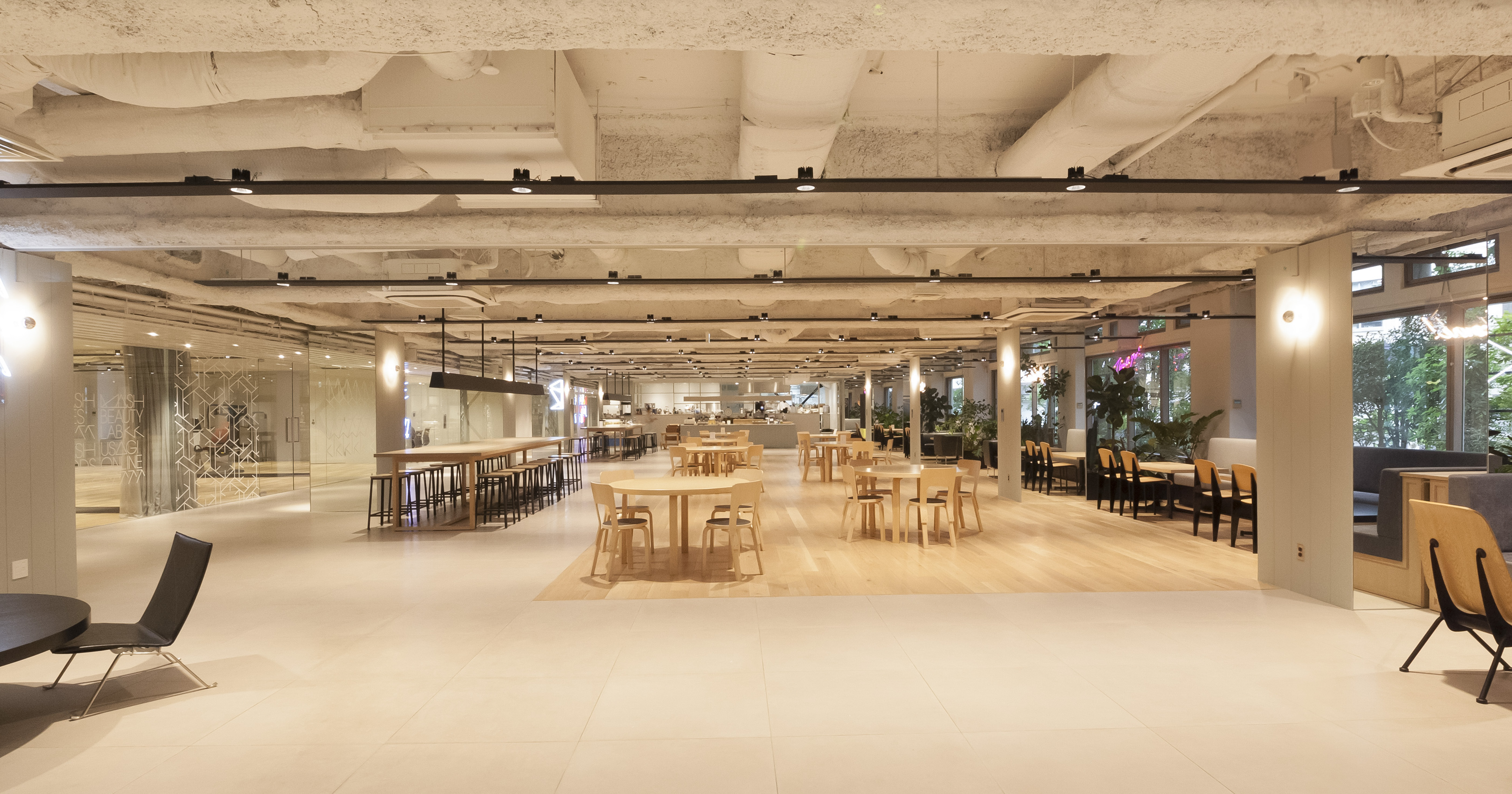
マッシュグループ本社 社員食堂（千代田区麹町）

## 概要
マッシュグループは「私たちの発想を形にし、人々に幸せを届ける。」という企業理念のもと、事業を展開する。
コーポレートスローガンは「ウェルネスデザイン」。

## 沿革
- 1998年
  - グラフィックデザイン会社として「スタジオ・マッシュ」を麻布に設立[5]

- 1999年
  - 株式会社マッシュスタイルラボへ社名変更[5]
- 2000年
  - 広告用アニメーション制作に本格参入[6]
- 2009年
  - ファッション事業本部を港区南青山に移転[7]
  - 株式会社マッシュビューティーラボを設立、「Cosme Kitchen」事業を開始[6][8][9]
- 2011年

  - 全グループオフィス統合の為、渋谷区渋谷に移転[7]
  - アジアに進出し、上海、台北、香港に現地法人MASH Style Lab Co.,Ltd.を設立[10]
- 2012年
  - 株式会社マッシュホールディングスを設立[11]
  - 香港に現地法人MASH Food Lab Co.,Ltd.を設立[7]
- 2013年
  - 各部門を分社、株式会社マッシュホールディングスの100%子会社化へ[12][13]
    - 株式会社ウサギオンラインを設立[13]
    - 株式会社マッシュデザインラボを設立[13]
    - 株式会社マッシュライフラボを設立[13]

  - 澳門（マカオ）に現地法人MASH Style Lab Co.,Ltd.を設立[7]
- 2014年
  - 上海に現地法人Shuqu Fashion Trade Co.,Ltd.を設立[7]
- 2015年

  - マッシュグループ本社を千代田区麹町へ移転[14][15]
  - CI（コーポレートアイデンティティ）を変更、コーポレートスローガンとして「ウェルネスデザイン」を掲げる[4][15]
- 2016年

  - マッシュグループ全体で「FUR FREE」を決定、リアルファーの使用を廃止[16][11][17]
  - 被災地⽀援のチャリティプロジェクト「MASH PARK PROJECT」始動[18]
- 2017年
  - フレンチレストラン「AZUR et MASA UEKI」をオープン[19][20]
  - 本社内に事業内保育所「マッシュの森保育園」を開園[4][21][22]
  - ニュージーランドのエコストアカンパニーリミテッドとの合弁会社、株式会社エコストアジャパンを設立[23][24][25]し、ライセンス事業を展開
  - 株式会社巴里屋とM&A、デリカテッセン「PARIYA」を展開[26][27][28]
  - シンガポールにMASH SINGAPORE PTE.LTD.,を設立[7]
  - 台北にMASH TAIWAN Co.,Limitedを設立[7]
  - ニューヨークにGELATO PIQUE U.S.A.INC.を設立[7]
  - ニューヨークに「SNIDEL」「gelato pique」の路面店をオープン[29][30]
- 2021年
  - 被災地復興プロジェクト「MASH PARK PROJECT」による第1号の公園として、宮城県女川町に「MASH PARK ONAGAWA」を寄贈[31][32]

- 2022年
  - Barbour partners Japanを設立、ライフスタイルブランド「Barbour」を展開
- 2023年
  - 株式会社Balleliteを設立
- 2024年
  - 韓国に一軒家ガーデンテラス併設店舗「ジェラート ピケ グランメゾン ハンナム」をオープン
  - 株式会社インナーセンスアジアを設立し、米国ヘアケアブランド「INNERSENSE」を展開
  - 伊藤忠商事株式会社と株式会社レスポートサックジャパンの株式共同取得、米国バッグブランド「LeSportsac」を展開
- 2025年
  - 株式会社マッシュライフラボが株式会社マッシュフードラボへ社名変更

## グループ企業

### 国内
- 株式会社マッシュホールディングス
- 株式会社マッシュスタイルラボ
- 株式会社マッシュビューティーラボ
- 株式会社ウサギオンライン
- 株式会社マッシュフードラボ
- 株式会社マッシュデザインラボ
- 株式会社ecostore
- 株式会社Barbour partners Japan
- 株式会社Ballelite
- 株式会社インナーセンスアジア
- 株式会社レスポートサックジャパン
- 株式会社NETFRAME

### 海外
- MASH Style Lab （Shanghai） Co., Ltd.
- Shuqu Fashion Trade Co., Ltd.
- MASH Style Lab (Hong Kong） Co., Limited
- MASH Style Lab （Taiwan） Co., Limited
- MASH Taiwan Co., Limited
- GELATO PIQUE U.S.A. INC
- MASH U.S.A. INC.

## 傘下ブランド

### ファッション事業
- SNIDEL（スナイデル）
- gelato pique（ジェラート ピケ）
- FRAY I.D（フレイ アイディー）
- LILY BROWN（リリー ブラウン）
- Mila Owen（ミラ オーウェン）
- FURFUR（ファーファー）
- emmi（エミ）
- SNEAKERS by emmi（スニーカーズ バイ エミ）
- styling/（スタイリング/）
- CELFORD（セルフォード）
- SNIDEL HOME（スナイデル ホーム）
- gelato pique Sleep（ジェラート ピケ スリープ）
- MIESROHE（ミースロエ）
- SORIN（ソリン）
- UNDERSON UNDERSON（アンダーソン アンダーソン）
- GELATO PIQUE HOMME（ジェラート ピケ オム）
- SOFTHYPHEN（ソフトハイフン）
- WAVE（ウェイヴ）
- AOURE（アウール）
- USAGI ONLINE（ウサギ オンライン）
- LITTLE UNION（リトル ユニオン）
- Ballelite（バレリット）

### ビューティー事業
- Cosme Kitchen（コスメ キッチン）
- Biople（ビープル）
- Biop（ビオップ）
- Celvoke（セルヴォーク）
- to/one（トーン）
- SNIDEL BEAUTY（スナイデル ビューティ）
- Mitea ORGANIC（ミティア オーガニック）
- F organics（エッフェ オーガニック）
- O by F（オー バイ エッフェ）
- COSKICHI（コスキチ）
- Me Today（ミー トゥデイ）

- SELF REFLECTION（セルフリフレクション）

### フード事業
- gelato pique cafe（ジェラート ピケ カフェ）
- Cosme Kitchen Adaptation（コスメ キッチン アダプテーション）
- AZUR et MASA UEKI（アズール エ マサ ウエキ）
- PARIYA（パリヤ）
- CHECK（チェック）
- 手打ち蕎麦 溜池
- 手打ち蕎麦 欅
- 蕎麦 深さわ
- 蕎麦 うえはら
- 石臼挽き蕎麦 そと一

### ライセンス事業
- ecostore（エコストア）
- Barbour（バブアー）
- trilogy（トリロジー）
- MUCHA（ミュシャ）
- SESAME STREET MARKET（セサミストリートマーケット）
- INNERSENSE（インナーセンス）
- LeSportsac（レスポートサック）
- JAMIE KAY（ジェイミーケイ）
- FPM Milano（エフピーエム ミラノ）